# Ву, Том
Том Ву (англ. Tom Wu; род. 15 мая 1972, Гонконг) — британский актёр и мастер боевых искусств китайского происхождения. Наиболее известен по фильмам «Шанхайские рыцари» (2003), «Револьвер» (2005), «Царь скорпионов 2: Восхождение воина» (2008), «Хроники мутантов» (2008), «Пипец 2» (2012) и «Джентльмены» (2020).

## Биография и карьера
Родился в Гонконге, вырос в Чайна-тауне Лондона. В возрасте десяти лет начал заниматься Карате и Вин-чунь, позже начал заниматься акробатикой. В 1988 выступал в качестве британского спортсмена на турнире по ушу в Китае и получил две бронзовые медали. В 1995 стал одним из основателей театральной труппы Yellow Earth Theatre, где выступают артисты-азиаты. В конце девяностых стал активно сниматься в кино и телесериалах. В 2008 сыграл одну из главных ролей в фильме «Царь скорпионов 2: Восхождение воина».
Прорывом для актёра стала роль в индийском боевике «Случайный доступ» (2011), он сыграл роль, которая могла достаться Джеки Чану.
Снимался в сериале канала Netflix «Марко Поло».

## Фильмография
| Год       |     | Русское название                     | Оригинальное название                  | Роль                   |
| --------- | --- | ------------------------------------ | -------------------------------------- | ---------------------- |
| 1996      | с   | Метод Крекера                        | Cracker                                | детектив Лойер         |
| 1998      | ф   | Мудрость крокодилов                  | The Wisdom of Crocodiles               | член банды             |
| 1999      | ф   | Аферист                              | Rogue Trader                           | Джордж Су              |
| 2000      | с   | Чисто английское убийство            | The Bill                               | доктор Чен             |
| 2003      | ф   | Во имя мести                         | Out for a Kill                         | Ли Бо                  |
| 2003      | ф   | Охота на зверя                       | Belly of the Beast                     | генерал Джантапан      |
| 2003      | ф   | Шанхайские рыцари                    | Shanghai Knights                       | Лю                     |
| 2004      | ф   | Пробуждение смерти                   | Wake of Death                          | Энди Ван, босс триад   |
| 2004      | ф   | Жизнь и смерть Питера Селлерса       | The Life and Death of Peter Sellers    | Барт / Като            |
| 2005      | ф   | Бэтмен: Начало                       | Batman Begins                          | тюремный охранник #1   |
| 2005      | ф   | Револьвер                            | Revolver                               | Лорд Джон              |
| 2005      | с   | Эммердейл                            | Emmerdale                              | Ямамото                |
| 2008      | в   | Царь скорпионов 2: Восхождение воина | The Scorpion King 2: Rise of a Warrior | Фонг                   |
| 2008      | ф   | Хроники мутантов                     | Mutant Chronicles                      | капрал Ким Ву          |
| 2009      | ф   | Турнир на выживание                  | The Tournament                         | Тацуми                 |
| 2010      | с   | Новые трюки                          | New Tricks                             | Дэниел Чонг            |
| 2011      | ф   | Случайный доступ                     | Ra.One                                 | Акааши                 |
| 2012      | с   | Остров сокровищ                      | Treasure Island                        | Джо Тоби               |
| 2012      | ф   | 007: Координаты «Скайфолл»           | Skyfall                                | наёмник Рауля Сильвы   |
| 2013      | ф   | РЭД 2                                | RED 2                                  | офицер-охранник        |
| 2013      | ф   | Пипец 2                              | Kick-Ass 2                             | Чингиз-Хан-Потрошитель |
| 2014      | с   | Демоны Да Винчи                      | Da Vinci's Demons                      | Квон Шан               |
| 2014—2016 | с   | Марко Поло                           | Marco Polo                             | Стоглазый              |
| 2015      | кор | Марко Поло: Стоглазый                | Marco Polo: One Hundred Eyes           | Стоглазый              |
| 2017      | ф   | Меч короля Артура                    | King Arthur: Legend of the Sword       | Джордж                 |
| 2019      | ф   | Форсаж: Хоббс и Шоу                  | Fast & Furious Presents: Hobbs & Shaw  | Цой                    |
| 2019      | ф   | Джентльмены                          | The Gentlemen                          | Лорд Джордж            |